# Külsősárd, Zala
Külsősárd  este un sat în districtul Lent, județul Zala, Ungaria, având o populație de 80 de locuitori (2011). 

## Demografie
Componența etnică a satului Külsősárd
     Maghiari (100%)
Componența confesională a satului Külsősárd
     Romano-catolici (68,75%)
     Reformați (5%)
     Necunoscută (26,25%)
Conform recensământului din 2011, satul Külsősárd avea 80 de locuitori. Din punct de vedere etnic, majoritatea locuitorilor (100,0%) erau maghiari.  Din punct de vedere confesional, majoritatea locuitorilor (68,75%) erau romano-catolici, cu o minoritate de reformați (5,0%). Pentru 26,25% din locuitori nu este cunoscută apartenența confesională.